# Morro do Diabo
Morro do Diabo es una colina distintiva en Río Grande do Sul, al sur de Brasil.
La elevación de la cumbre se encuentra a 650 metros. La montaña es considerada una zona hito, que puede ser vista desde los valles y llanuras por debajo de ella. Se encuentra cerca de las ciudades de Caxias do Sul y Porto Alegre, la capital del estado.
Morro do Diabo y las áreas naturales más bajas que rodean posee la flora y fauna de un hábitat del bosque atlántico.